# Pseudoctomeria
Pseudoctomeria é um género botânico pertencente à família das orquídeas (Orchidaceae).